# Petar Martinović
Petar Martinović, črnogorski general, * 1881, Cetinje, † 27. januar 1940, Beograd.